# Poecilia teresae
Poecilia teresae är en fiskart som beskrevs av Greenfield, 1990. Poecilia teresae ingår i släktet Poecilia och familjen Poeciliidae. Inga underarter finns listade i Catalogue of Life.